# Движение за независимость Англии
Английская независимость — это политическая позиция, выступающая за выход Англии из Соединённого Королевства. На поддержку сецессии Англии (самой крупной и наиболее населённой страной Королевства) повлияло увеличение деволюции политической власти Шотландии, Уэльсу и Северной Ирландии, где независимость от Соединённого Королевства — это видный предмет политических споров.
Английская независимость воспринималась её пропонентами как способ разрешить Западно-лотианский вопрос британской политики: члены парламента от Шотландии, Уэльса и Северной Ирландии в парламенте Великобритании в Вестминстере имеют возможность голосовать по затрагивающим Англию вопросам, но английские члены парламента не имеют такой же власти над эквивалентными вопросами в Шотландии, Уэльсе и Северной Ирландии, поскольку эти полномочия переданы парламенту Шотландии, Собранию Северной Ирландии или Национальной Ассамблее для Уэльса. Эта аномалия была решена в 2015 году использованием процедурами английских голосов за английские законы с целью подтверждения того, что влияющее лишь на Англию законодательство требует большинства голосов членом парламента, представляющих Англию.
В то время как некоторые небольшие партии выступали за английскую независимость, все крупные всебританские политические партии придерживаются устоявшейся позиции британского унионизма и выступают против изменения статуса Англии. Шотландские требования независимости, а не английские требования, считаются самой главной угрозой британскому единству; по итогам референдума 18 сентября 2014 года Шотландия проголосовала против независимости.

## История
Английская национальная идентичность разрабатывалась длительный период времени. По окончании римского правления в Британии с середины IV века, современная Англия была постепенно заселена германскими группами. Совместно известные как англо-саксы, они были англами и саксами из нынешних пограничных территорий Дании и Германии и ютами из полуострова Ютландия. Королевство Английское появилось в X веке: оно простиралось на большей части южных 2/3 Великобритании и близлежащих островов. Норманнское покорение Уэльса 1067—1283 годов (формализованное Статутом Руддлан в 1284 поставило Уэльс под английский контроль и Уэльс оказался под английским законом. Акты 1535—1542 расформировали Княжество Уэльское.
В 1603 году со смертью Елизаветы I был установлен союз корон, что привело к восшествию на английский трон Якова VI, короля Шотландии, следствием чего стало объединение Англии и Шотландии в унии. В 1707, Акты Унии были приняты как парламентом Англии, так и парламентом Шотландии, формально приведя к образованию Королевства Великобритания. Уния была крайне непопулярна как в Англии, так и в Шотландии. Подписывавших Акт шотландцев заставили подписать документы втайне из-за массовых выступлений и беспорядков в столице Шотландии, Эдинбурге. Шотландия, впрочем, сохранила шотландский закон, отличный от закона Англии и Уэльса.
В 1800, Королевство Великобритании и Королевство Ирландское приняли новые Акты об Унии, создавшие Соединённое Королевство Великобритании и Ирландии. В 1921 был согласован Англо-ирландский договор, позволивший Южной Ирландии под правлением Ирландского свободного государства стать доминионом, приведя к тому, что лишь Северная Ирландия остаётся в Соединённом Королевстве, которое в 1927 было формально переименовано в Соединённое Королевство Великобритании и Северной Ирландии.

## Аргументы в поддержку независимости Англии
Сторонники английской суверенности утверждают что суверенная Англия обладала бы одной из сильнейших экономик мира, с установленным ВВП в 2.865 триллионов долларов США по состоянию на 2015, делая её 5, 6 или 7 крупнейшей экономикой мира в зависимости от рассчётов. Также утверждалось что Англия была бы 15 богатейшей страной мира, с ВВП на душу населения в 33,999 долларов США в 2015. Эквивалентные цифры в $30,783 для Шотландии, $23,397 для Уэльса и $24,154 для Северной Ирландии, или $27,659 для Соединённого Королевства без Англии.
Вместе с Лондоном, ведущий мировой город и крупнейший финансовый центр мира, как её столицей, Англия продолжила бы обладать привлекательной системой образования, включающей некоторые из самых престижных университетов мира.

## Сторонники английской независимости
Политические партии:
- Партия английской независимости[9][10][11]
- Английские демократы[12]

Люди:
- Лео Мак-Кинстри, журналист, историк и автор.[13]
- Эндрю Перлофф, спонсор UKIP инвестор в собственность.[14]
- Роджер Скрутон, философ.[15]
- Робин Тилбрук, лидер Английских Демократов.[16]

## Опросы
Движение английских националистов берёт корни в историческом предании, предшествующем Соединённому Королевству. Восход английской идентичности в недавние годы, как показывает увеличение случаев показа английского флага (к примеру во время международных спортивных соревнований в отношении английской национальной футбольной команды), иногда объясняется СМИ увеличенной деволюцией политической власти Шотландии, Уэльсу и Северной Ирландии.
Одна возможная инициатива для установления самоуправляющихся английских политических установлений это Западно-лотианский вопрос: законодательное несоответствие когда члены парламентов всех четырёх стран Королевства могут голосовать по вопросам, влияющим исключительно на Англию, в то время как те же вопросы деволюцированы местным собраниям в других странах. (К примеру, шотландский член парламента Западного Лотиана может влиять на управление Западными Мидлэндами.)
Нынешние движения английских националистов существенно отличаются от мейнстримных шотландских, уэльских и корнских движений (в то же время некоторым разновидностям ирландского национализма) до степени частой ассоции их с поддержкой правоцентризма в экономике и социальной сфере. Националисты в других частях Британских островов склоняются к социал-демократии. Английский национализм также часто ассоциируется с евроскептицизмом: одна причина оппозиционности ЕС заключается в позиции, согласно которой Англия была своевольно подразделена на подрегионы с подачи Европейского союза.
| Дата     | Независимость (%) | Status Quo (%) | Английский парламент (%) | Английские голоса за английские законы (%) | Региональные собрания (%) | Конец деволюции (%) | Не знаю/нет (%) |
| -------- | ----------------- | -------------- | ------------------------ | ------------------------------------------ | ------------------------- | ------------------- | --------------- |
| 20/09/14 | N/A               | 19 %           | N/A                      | 65 %                                       | N/A                       | N/A                 | 16 %            |
| 20/09/14 | N/A               | 11 %           | 59 %                     | N/A                                        | N/A                       | N/A                 | 20 %            |
| 13/01/12 | N/A               | 16 %           | 49 %                     | N/A                                        | N/A                       | N/A                 | 35 %            |
| 06/12/11 | N/A               | 21 %           | 52 %                     | N/A                                        | N/A                       | 14 %                | 13 %            |
| 15/04/10 | N/A               | 20 %           | 68 %                     | N/A                                        | N/A                       | N/A                 | 12 %            |
| 30/04/09 | N/A               | 15 %           | 41 %                     | N/A                                        | N/A                       | N/A                 | 44 %            |
| 09/09/09 | N/A               | 20 %           | 58 %                     | N/A                                        | N/A                       | N/A                 | 22 %            |
| 06/12/07 | 15 %              | 32 %           | 20 %                     | 25 %                                       | N/A                       | N/A                 | 8 %             |
| 19/04/07 | N/A               | 24.25 %        | 67.32 %                  | N/A                                        | N/A                       | N/A                 | 8.43 %          |
| 05/04/07 | N/A               | 12 %           | 21 %                     | 51 %                                       | N/A                       | N/A                 | 16 %            |
| 08/01/07 | N/A               | 32 %           | 61 %                     | N/A                                        | N/A                       | N/A                 | 7 %             |
| 07/01/07 | N/A               | 41.22 %        | 51.42 %                  | N/A                                        | N/A                       | N/A                 | 7.36 %          |
| 23/11/06 | N/A               | 25.35 %        | 68.43 %                  | N/A                                        | N/A                       | N/A                 | 6.22 %          |
| 08/07/06 | N/A               | 32 %           | 41 %                     | N/A                                        | 14 %                      | N/A                 | 13 %            |
| 23/02/04 | N/A               | 23.76 %        | 11.88 %                  | 46.53 %                                    | 10.89 %                   | N/A                 | 6.93 %          |
| 07/04/02 | N/A               | N/A            | 47 %                     | N/A                                        | 28 %                      | N/A                 | 25 %            |

## Организации
Политическая партия, выступающая за независимость Англии, была сформирована в феврале 2008 года под названием Free England Party. Она достигла некоторых небольших успехов на выборах до роспуска в декабре 2009 года.
Английский парламент в рамках Соединённого Королевства был (3.2.2) обещанием Манифеста Английских Демократов 2016 года.
Партия английской независимости была зарегистрирована в 2016 г.